# Bogaletch Gebre
Pour les articles homonymes, voir Gebre.
Bogaletch Gebre, dite Boge Gebre, est une microbiologiste et une militante éthiopienne née dans les années 1950 dans le village de Zato en Kembata Alaba et Tembaro et morte le 2 novembre 2019 à Los Angeles. 
En 2010, The Independent la caractérise comme « la femme qui a commencé la rébellion des femmes éthiopiennes ». Elle œuvre pour les droits des femmes et la prévention des mutilations génitales féminines.

## Biographie

### Enfance et formation
Sa date de naissance exacte n'est pas connue, faute de déclaration à l’état civil. Elle est née à Zato, aujourd'hui dans la zone Kembata Tembaro, à proximité de la ville de Durame. 
Elle-même victime de mutilations génitales féminines, à l'âge de douze ans, Bogaletch Gebre a été interdite d'éducation formelle par son père, mais s'est enfuie de son domicile pour étudier dans une école missionnaire. Elle est la première fille de son village à avoir poursuivi son éducation au-delà de la quatrième année de la scolarité primaire. Par la suite, elle a étudié la microbiologie à Jérusalem, avant d'étudier à l'université du Massachusetts à Amherst en bénéficiant d'une bourse Fulbright. 

### Actions
Alors qu'elle est aux États-Unis, elle lance son premier organisme de bienfaisance, Development Through Education ou Développement par l'Éducation, par le biais duquel les étudiants éthiopiens dans les grandes écoles et les universités reçoivent pour 26 000 $ d'ouvrages techniques. Au cours des années 1980, elle court également plusieurs marathons aux États-Unis pour attirer l'attention sur la famine qui touche l'Éthiopie. Après l'obtention de son doctorat en épidémiologie, Bogaletch Gebre se réinstalle en Éthiopie pour aider à protéger les droits des femmes en 1997.
Avec sa sœur, Fikirte Gebre, Bogaletch Gebre fonde KMG Ethiopia (en), anciennement appelée Kembatti Mentti Gezzima-Tope (Femmes de Kembatta, Debout, Ensemble). Cette œuvre caritative travaille au service des femmes dans de nombreux domaines, dont la prévention des mutilations génitales féminines et des enlèvements maritaux, la pratique de l'enlèvement et du viol de jeunes femmes pour les forcer à contracter un mariage. Selon le Comité national sur les pratiques traditionnelles de l'Éthiopie, de telles pratiques ont été la base de 69 % des mariages dans le pays depuis 2003. The Independent rapporte que l'organisation a réduit le taux d'enlèvements maritaux dans le Kembatta de plus de 90 %, tandis que The Economist fait remarquer qu'elle a été créditée de la réduction des mutilations génitales féminines de 100 % à 3 %. Elle lutte également contre les discriminations dont font l'objet les Fuga, une minorité d'artisans traditionnellement frappée par différents interdits au sein de l'ethnie kembatta. 
Elle meurt le 2 novembre 2019 à Los Angeles, où elle s'était rendue pour suivre un traitement médical,,.

## Prix et distinctions
En 2005, Bogaletch Gebre a reçu le prix Nord-Sud et, en 2007 le prix Jonathan Mann Award (en) pour la santé mondiale et les Droits de l'Homme. Elle a reçu également cette même année 2007 la Légion d'honneur, en France.
Pour sa contribution au développement de l'Afrique, elle a reçu le prix international Roi Baudouin pour le développement en mai 2013. En 2013, elle est également lauréate du prix Bruno-Kreisky.